# Queta Lavat
Queta Lavat  (Mexikóváros, 1929. február 23. – 2023. december 4.) mexikói színésznő.

## Élete és pályafutása
Testvérei, Jorge Lavat és José Lavat szintén színészek. férje Armando Carrillo Ruiz, 4 gyermekük született. 
2001-ben A betolakodó telenovellában Rosalía szerepét játszotta. 2011-ben szerepet kapott az Amorcito corazón sorozatban.

## Filmográfia

### Telenovellák
- Amor de barrio (2015) .... Zelma
- Qué pobres tan ricos (2013 – 2014) .... Matilde "Mati" Álvarez Vda. de Ruizpalacios
- Maricruz (Corazón indomable) (2013) .... Lucrecia
- Mentir para vivir (2013) .... Mercedes
- Miss XV (2012) .... Doña María
- Amorcito corazón (2011 – 2012) .... Sor Pilar
- A végzet hatalma (La fuerza del destino) (2011) .... Bírónő
- A szerelem tengere (Mar de amor) (2009 – 2010) .... Alfonsina Zapata
- Camaleones (2009) .... Graciela
- A szerelem nevében (En nombre del amor) (2008 – 2009) .... Madre Superiora
- Rebelde (2004 – 2006) .... Angelita
- Corazones al límite (2004) .... Gudelia
- Velo de novia (2003) .... Socorro
- Clase 406 (2002 – 2003) .... Doña Cuquita Domínguez
- A betolakodó (La intrusa) (2001) .... Rosalía de Limantour
- Atrévete a olvidarme (2001) .... Fidela
- Tres mujeres (1999 – 2000) .... Susana
- Rosalinda (1999)
- Alondra (1995) .... Concepción Hurtado
- Corazón salvaje (1993) .... Madre Superiora
- Ángeles blancos (1990 – 1991) .... Brígida
- Yo compro esa mujer (1990)
- Pobre señorita Limantour (1987)
- Herencia maldita (1986) .... Estela
- Leona Vicario (1982)
- Vivir enamorada (1982) .... Adriana anyja
- Extraños caminos del amor (1981) .... Jacinta
- Nosotras las mujeres (1981) .... Aída
- Rina (1977) .... Martha
- Mi primer amor (1973)
- El edificio de enfrente (1972)
- Encrucijada (1970)
- Angustia del pasado (1967)
- Vértigo (1966)
- Un largo amor (1965)
- Un paso al abismo (1958)

### Sorozatok
- Como dice el dicho (2011)
- La rosa de Guadalupe (2011) .... Isabela
- Sexo y otros secretos (2008) .... Esperanza
- La rosa de Guadalupe (2008) .... Victoria
- El gran carnal 2 (2002) .... Doña Pepa
- La tremenda corte (1969) .... Különböző szerepek

### Filmek
- Pata de gallo (2004) .... Anciana
- Religión, la fuerza de la costumbre (2000)
- La pura (1994) .... Doña Antonia Espinoza Corcuera
- Amargo destino (1993)
- El secuestro de un policía (1991)
- Un corazón para dos (1990)
- A gozar, agozar, que el mundo se va a acabar (1990)
- Central camionera (1988)
- Cinco nacos asaltan Las Vegas (1987)
- La bruja de la vecindad (1987)
- Más vale pájaro en mano (1985)
- Hermelinda linda (1984)
- El monje loco (1984) .... Doña Susana
- Aborto: canto a la vida (1983)
- Terror en los barrios (1983) .... Madre de Luis
- Lagunilla, mi barrio (1981) .... Blanca
- La Jorobada (1981)
- El perdón de la hija de nadie (1980)
- Los reyes del palenque (1979)
- Las noches de Paloma (1978) .... Maura
- La hora del jaguar (1978) .... Sra. Salazar
- Duro pero seguro (1978) .... Esposa de Fulgencio
- Los hijos del diablo (1978)
- Sor tequila (1977)
- Carita de primavera (1977)
- Acapulco 12-22 (1975)
- La trenza (1975) .... Marbella
- La recogida (1974)
- Los perros de Dios (1974)
- Crónica de un amor (1974) .... Sirvienta
- ¡Quiero vivir mi vida! (1973) .... María, nana de Lucía
- San Simón de los Magüeyes (1973)
- Peluquero de señoras (1973) .... Reportera
- El festín de la loba (1972)
- La gatita (1972)
- Me he de comer esa tuna (1972)
- El deseo en otoño (1972) .... Tía de Elena
- El arte de engañar (1972)
- Yesenia (1971)
- Ya somos hombres (1971)
- La mujer de oro (1970)
- Cruz de amor (1970) .... La nena Saldívar
- La hermana Trinquete (1970)
- El aviso inoportuno (1969)
- Modisto de señoras (1969)
- No se mande, profe (1969)
- María Isabel (1968)
- Don Juan 67 (1967)
- Estrategia matrimonial (1967)
- Memorias de mi general (1961)
- El proceso de las señoritas Vivanco (1961)
- Santa Claus (1959)
- Los hijos de Rancho Grande (1956)
- Primavera en el corazón (1956)
- La ladrona (1954)
- Retorno a la juventud (1954)
- El valor de vivir (1954)
- Dos tipos de cuidado (1953) .... Genoveva
- El jugador (1953)
- Siete mujeres (1953)
- Canción de cuna (1953) .... Sor María de Jesús
- Tal para cual (1953)
- Se le pasó la mano (1952)
- Un gallo en corral ajeno (1952)
- El derecho de nacer (1952) .... Amelia
- Chucho el remendado (1952)
- Hombres sin alma (1951)
- Perdición de mujeres (1951)
- Acá las tortas (1951) .... Lupe
- Menores de edad (1951) .... María Teresa
- Vivillo desde chiquillo (1951)
- Entre abogados te veas (1951) .... La Segunda Esposa
- Casa de vecindad (1951) .... Rosita
- Tierra baja (1951)
- Para que la cuna apriete (1950)
- Médico de guardia (1950) .... La Enfermera
- Azahares para tu boda (1950) .... Nieta
- Si me viera don Porfirio (1950)
- El hombre sin rostro (1950) .... Rosa Martínez
- Piña madura (1950)
- Nuestras vidas (1950)
- La dama del alba (1950) .... Maestra
- Lluvia roja (1950)
- Yo quiero ser mala (1950) .... Pina Aguado del Rincón
- Conozco a las dos (1949)
- Arriba el norte (1949)
- Escuela para casadas (1949)
- Al caer la tarde (1949)
- Las tandas del principal (1949) .... Martina
- Soy charro de Levita (1949) .... Leonor Dávila
- La panchita (1949) .... Margaritina
- Tres hombres malos (1949)
- El mago (1949)
- Tuya para siempre (1949)
- Comisario en turno (1949)
- La novia del mar (1948)
- Matrimonio sintético (1948)
- La mujer del otro (1948)
- Carita de cielo (1947)
- Ángel o demonio (1947)
- Se acabaron las mujeres (1946)